# NGC 5181
NGC 5181 este o galaxie lenticulară situată în constelația Fecioara. A fost descoperită în 29 martie 1830 de către John Herschel. Se află la o distanță de 110,2 megaparseci de Pământ.